# جون إل. والاس
جون إل. والاس هو عالم كندي، ولد في 25 سبتمبر 1956 في تورونتو في كندا.